# The Familiars
The Familiars è una serie di libri fantasy per bambini scritta da Adam Jay Epstein ed Andrew Jacobson. L'opera descrive le avventure di tre animali magici da compagnia di un mago o di una strega (il loro nome è famigli). La serie è composta attualmente da 4 libri, pubblicati nel 2010, nel 2011, nel 2012 e nel 2013 da HarperCollins. In Italia - editi da NewtonCompton - sono stati pubblicati rispettivamente nel 2011, nel 2012, nel 2013 e nel 2014.

## Libri
- The Familiars: La strana storia della rana pasticciona, della ghiandaia blu e del gatto che salvò il mondo dei maghi, 2011 (The Familiars, 2010)
- The Familiars: Il segreto della Corona, 2012 (The Familiars 2. Secrets of the Crown, 2011)
- The Familiars: Il cerchio degli eroi, 2013 (The Familiars 3. Circle of Heroes, 2012)
- The Familiars: Il palazzo dei sogni, 2014 (The Familiars 4. Palace of Dreams, 2013)

I primi tre libri sono riuniti nel libro unico The Familiars, pubblicato il 2 ottobre 2014 da Newton Compton. Per questa edizione il primo libro ha cambiato titolo in The Familiars: A scuola di magia. Il titolo La strana storia della rana pasticciona, della ghiandaia blu e del gatto che salvò il mondo dei maghi è passato come descrizione nella quarta di copertina.
Tutti e 4 i volumi sono riuniti nel libro unico The Familiars - La saga completa, pubblicato il 29 settembre 2016 da Newton Compton.
Su un possibile quinto libro (il 4° romanzo termina infatti con un chiaro riferimento ad un sequel) non si sa ancora niente.
A 2 anni dalla pubblicazione del 4° volume in lingua originale non c'è ancora nessuna informazione su un ulteriore libro, pertanto la serie è presumibilmente interrotta.

## Personaggi
PROTAGONISTI (i Tre della Profezia)
- Aldwyn, un coraggioso e leale gatto di strada, orfano, che per ardue circostanze si ritrova a sostenere di poter usare la telecinesi (il che si rivelerà vero quando dovrà salvare i suoi amici), e anche la telepatia, ereditata da sua madre, che si mostra nel terzo libro.
- Skylar, una ghiandaia blu molto saccente e che ha il potere di creare illusioni; tenta di usare la magia nera, sperando di riuscire a padroneggiare la necromanzia per riuscire a riportare in vita la sorella, morta per aver scambiato una bacca buona da una cattiva.
- Gilbert, una goffa ma fedele raganella di Daku, una delle regioni di Vastia, con il potere di vedere il passato, il presente e il futuro nelle pozzanghere.

PERSONAGGI SECONDARI
- Jack, un apprendista mago e il leale di Aldwyn, così come la sorella maggiore Marianne.
- Dalton, un apprendista mago e il leale di Skylar.
- Marianne, una apprendista mago e il leale di Gilbert, così come il fratello minore Jack.
- Kalstaff, un vecchio mago che è il maestro dei tre apprendisti che morirà in uno scontro con Paksahara trasformata nella regina Loranella.
- Grimslade, un crudele cacciatore di taglie che cerca sempre di catturare Aldwyn; morirà ucciso da un coccodrillo zombie nelle fogne di Bridgetower nel terzo volume.
- Alchimista della Montagna, un vecchio mago eremita.
- Regina Loranella, la regina di Vastia.
- Paksahara, il famiglio femmina traditrice e cattiva della regina Loranella (antagonista della saga) che tenterá di impossessarsi di Vastia per far governare come in passato gli animali.verrá uccisa dai tre della profezia nel terzo volume.
- Galleon, vecchio apprendista di Kalstaff.

## Luoghi
- Vastia, la regione dove si svolgono gli avvenimenti.
- Bridgetower, il paese dove viveva Aldwyn prima di essere adottato da Jack, andato distrutto nel terzo libro.
- Stone Runlet, il luogo dove vivevano i tre famigli e i loro leali, ora distrutto.
- Maidenmere, luogo dove i gatti hanno il potere della telecinesi; Aldwyn si spaccia per uno di loro.
- I retroboschi, il luogo dove tenteranno di trovare la corona perduta del leopardo delle nevi
- Bronzhaven, il paese dove vive la regina Loranella nel suo palazzo, che prende a sua volta il nome del paese.
- L'Oltre luogo dove trovano la corona delle nevi .
- Le lande della malerba, dove i famigli credono che sia il posto dove i leali siano imprigionati.
- Le Fosche Alture, sulle quali aleggia sempre un'aura di disperazione
- Vette di Kailasa, montagne sulle quali vive l'Alchimista
- Montagne Yennep, residenza dei lumindestrieri
- Fiume Ebs, il più lungo di Vastia
- Fiume Enaj, placido affluente dell'Ebs
- Split River, villaggio sull'Ebs
- Città Avamposto, sede di poche persone
- Palazzo Sprofondato, resti dell'antica città di Mukrete
- Rovine di Jabal Tur, resti dell'omonimo centro
- L'Abisso, alle pendici delle Vette di Kailasa
- Pianure Aridifiche, piana desertica fuori Bridgetower
- Cascate Torentia, vicino Maidenmere, le più grandi cascate di Vastia
- Voliera Pressobosco, residenza degli uccelli illusionisti
- Palude di Daku, dove vive la famiglia di Gilbert
- Piana di Chordata, dove fu combattuta un'antica battaglia tra uomini e felini
- Labirinto di Necro, situato nel profondo Oltre, vi risiede una bestia che tramuta in vetro tutto quello che tocca con la lingua

## I libri della saga

### The Familiars: La strana storia della rana pasticciona, della ghiandaia blu e del gatto che salvò il mondo dei maghi / A scuola di magia
I famigli sono degli animali da compagnia di streghe o maghi che sanno padroneggiare la magia. La regina un giorno rapì i padroni dei tre protagonisti ed è il compito dei loro tre famigli, Aldwyn, Skylar e Gilbert di salvare il mondo.

### The Familiars: Il segreto della Corona
Una maledizione colpisce Vastia, impedendo agli umani di usare la magia. Solo gli animali ora sono capaci di lanciare incantesimi, ed è compito di Aldwyn, Skylar e Gilbert di salvare Vastia. Inoltre, Paksahara sta per creare un nuovo esercito dei morti composto da migliaia di animali zombie
Aldwyn scopre la verità sul suo passato, e viene imbarcato in un viaggio che lo porta sempre più vicino al padre che lui non ha mai conosciuto.

### The Familiars: Il cerchio degli eroi
Dopo aver ricevuto il responso dalla Corona delle Nevi, Aldwyn, Skylar e Gilbert devono trovare i sette discendenti del Primo Phylum in modo da evocare la Fortezza Itinerante, dove si annida Paksahara. Nel frattempo le armate di zombie della lepre stanno devastando Vastia. Aldwyn intanto scopre di avere una sorella di nome Yeardley.

### The Familiars: Il palazzo dei sogni
Dopo la sconfitta di Paksahara tutto è tornato alla normalità. Si sta per celebrare il compleanno di Loranella, ma durante i festeggiamenti la regina cade vittima di un attentato. I sospetti ricadono sui Tre della Profezia, che sono costretti ad allontanarsi temporaneamente dal regno.

## Il film
La Sony Pictures Animation sta lavorando su un film in 3D basato sul primo romanzo dei Familiars. Il film è diretto da Doug Sweetland, il regista del cortometraggio Presto e prodotto da Josh Donen e Sam Raimi. Era stato pianificato che il film sarebbe uscito nel 2012 o nel 2013. Successivamente è stato posticipato al 2015, infine a data da destinarsi.